# Nemani Nadolo

a Compétitions nationales et continentales officielles uniquement.

b Matchs officiels uniquement.
Dernière mise à jour le 18 mars 2025.
Nemani Nadolo ou Ratu Nasiganiyavi de son nom de naissance, né le 31 janvier 1988 à Sigatoka (Fidji), est un joueur international fidjien de rugby à XV évoluant principalement au poste d'ailier.
Son frère cadet, Chris Kuridrani, est également un joueur de rugby à XV, tout comme son oncle Noa Nadruku (en), également joueur de rugby à XIII, et son cousin Emosi Tuqiri. Ses autres cousins, Lote Tuqiri et Tevita Kuridrani, ainsi que sa cousine Iliseva Batibasaga, sont tous des internationaux australiens.

## Biographie

### Jeunesse, formation et débuts en Australie
Né aux Fidji, Ratu Nasiganiyavi grandit dans une famille où la pratique du rugby à XV est importante puisque son père, Isei Nasiganiyavi, joue pour les Queensland Reds en Australie à la fin des années 1980. La légende prétend que le jeune Ratu court le 100 mètres en moins de 11 secondes. Lui-même rectifie : « C'était il y a longtemps, quand j'avais 20 ans. Je pesais 124 kilos, et d'ailleurs je n'étais pas passé sous les 11 secondes, plutôt en 11,2 secondes ».
En 2007, il joue pour Perth Spirit dans l'Australian Rugby Championship, avant de jouer au Randwick RUFC dans le Shute Shield en 2008. Cette même année, il dispute le Championnat du monde junior avec l'équipe d'Australie des moins de 20 ans et termine meilleur marqueur de la compétition avec sept essais en cinq matchs.
En 2009, il change son nom en Nemani Nadolo, le nom de jeune fille de sa mère, afin d'honorer celle-ci qui l'a élevé seule après son divorce. La même année, il atteint la finale de la compétition avec son club mais s'incline devant le Sydney University Football Club.
Par la suite, il change également de club puisqu'il quitte Randwick pour le club rival de Manly. Sélectionnable pour jouer avec l'équipe des Waratahs dans le Super 14, il ne dispute aucun match avec la franchise australienne en raison de multiples blessures au pied et au genou.
Le 5 juin 2010, il fait ses débuts internationaux avec l'équipe des Fidji contre l'Australie à Canberra.

### Courte expérience en France puis en Angleterre. Rebond au Japon et en Nouvelle-Zélande
En 2010, il signe un contrat de deux ans avec le CS Bourgoin-Jallieu pour jouer dans le Top 14. Il n'y reste que six mois. Il dit garder un mauvais souvenir de cette expérience, en raison des difficultés dans lesquelles se débattait alors le club. En janvier 2011, il est transféré dans le club anglais des Exeter Chiefs. Il ne joue que cinq matchs, sans marquer d'essai. En mai, ayant été condamné pour conduite en état d'ivresse, il doit quitter le club.
De 2011 à 2015, il joue en Top League, au Japon, aux NEC Green Rockets. Il joue aussi en Super Rugby, à partir de mars 2014, dans la franchise néo-zélandaise des Crusaders. En 2014, avec 12 essais en 14 matchs, il termine meilleur marqueur de la saison de Super Rugby.
En 2015, il est retenu dans le groupe fidjien pour disputer la Coupe du monde en Angleterre.

### Retour en France puis en Angleterre et fin de carrière en Australie
En 2016, il rejoint le Montpellier Hérault Rugby pour trois saisons. En juin 2018, Nadolo et le MHR s'inclinent 29 à 13 en finale du Top 14 au stade de France contre le Castres olympique. Son frère cadet, Chris Kuridrani, joue également avec Montpellier lors de la saison 2018-2019.
En 2020, il quitte Montpellier et rejoint les Leicester Tigers. Dès sa première saison, en 2020-2021, il est titulaire à l'aile pour la finale du Challenge européen opposant les Tigers à son ancien club du Montpellier HR. Les Français l'emportent sur le score de 18 à 17,.
En fin d'année 2022, il quitte les Leicester Tigers en cours de saison et rejoint les Waratahs pour la saison 2023 de Super Rugby. Durant la saison, il indique prendre sa retraite sportive à l'issue de l'exercice.

### Après-carrière
Deux semaines après sa retraite, resté sur Sydney, il trouve un emploi en tant que directeur des ressources humaines dans une société de transport routier. Au bout de neuf mois, il arrête ce métier et achète une entreprise d'entretien d'espaces verts, toujours à Sydney. En parallèle, il est également entraîneur du Northern Suburbs RFC, continue de jouer en quatrième division et commente parfois des matchs des Fijian Drua.

## Famille
Nemani Nadolo fait partie d'une familles de joueurs de rugby à XV de haut niveau. Son père, Isei Nasiganiyavi, joue notamment aux Queensland Reds. Son frère cadet, Chris Kuridrani, est également un joueur professionnel. Son oncle, Noa Nadruku (en) est international fidjien à XV et international à XIII. Ses cousins, Lote Tuqiri et Tevita Kuridrani, sont des internationaux australiens et son autre cousin, Emosi Tuqiri, est également professionnel,. Sa cousine, Iliseva Batibasaga, est internationale australienne.

## Statistiques en équipe nationale
Nemani Nadolo compte 32 capes, dont 30 en tant que titulaire, avec les Fidji. Il inscrit 237 points, 22 essais, 21 pénalités et 32 transformations. Il débute avec sa sélection face à l'Australie à Canberra le 5 juin 2010.

## Palmarès

### En club
- Finaliste du Super Rugby en 2014 avec les Crusaders.
- Finaliste du Championnat de France en 2018 avec le Montpellier HR.
- Finaliste du Challenge européen en 2021 avec les Leicester Tigers.

### En équipe nationale
- Vainqueur de la Coupe des nations du Pacifique en 2013 et 2018 avec l'équipe des Fidji.

### Distinctions personnelles
- Meilleur marqueur du Championnat du monde junior en 2008 (7 essais).
- Meilleur marqueur du Championnat du Japon en 2012 (en) (21 essais).
- Meilleur marqueur du Super Rugby en 2014 (12 essais).
- Meilleur marqueur de la Coupe d'Europe en 2018 (6 essais).